# زنده‌باد دزدها
زنده‌باد دزدها (انگلیسی: Hail to the Thief) ششمین آلبوم گروه راک انگلیسی ریدیوهد است که در ۹ ژوئن ۲۰۰۳ از طریق پارلفون در جهان و روز از طریق کپیتال رکوردز در ایالات متحده منتشر شد. این آخرین آلبومی بود که تحت قرارداد ضبط موسیقی ریدیوهد با ئی‌ام‌آی، شرکت مادر پارلفون و کپیتال، منتشر شد. پس از تجربهٔ سبک الکترونیک در آلبوم‌های کید ای (۲۰۰۰) و فراموشکار (۲۰۰۱)، ریدیوهد به دنبال این بود که به نحوی خودجوش تر کار کند و موسیقی الکترونیک و راک را با هم ترکیب سازد. آن‌ها اکثر قطعات زنده‌باد دزدها را طی دو هفته در لس آنجلس با تهیه‌کننده دیرینهٔ نایجل گادرک ضبط کردند.
تام یورک، ترانه‌سرای گروه، اشعاری را در واکنش به انتخاب رئیس‌جمهور آمریکا جرج دابلیو. بوش و جنگ در حال گسترش علیه تروریسم نوشت. او عباراتی را از گفتمان سیاسی برگرفت و با عناصر داستان‌های افسانه ای و ادبیات کودکان ترکیب کرد. عنوان آلبوم برگرفته از سرود ریاست‌جمهوری آمریکا، «زنده‌باد فرمانده» است.
ده هفته پیش از انتشار، محتوای ناتمام آلبوم در اینترنت پخش شد. زنده‌باد دزدها پس از انتشار در رتبه اول جدول آلبوم‌های بریتانیا و رتبه سوم جدول بیلبورد ۲۰۰ ایالات متحده قرار گرفت. همچنین این آلبوم در بریتانیا و کانادا گواهی گواهی پلاتین و در چندین کشور گواهی طلا دریافت کرد. این آلبوم با پخش تک‌آهنگ‌ها و نماهنگ‌های «آنجا آنجا»، «برو بخواب» و «۵=۲+۲۵» تبلیغ شد. زنده‌باد دزدها نقدهای مثبتی از سوی منتقدان دریافت کرد. این پنجمین آلبوم متوالی ریدیوهد بود که نامزد جایزه گرمی بهترین آلبوم موسیقی آلترناتیو شد و جایزه گرمی بهترین آلبوم غیرکلاسیک مهندسی‌شده را دریافت کرد.

## فهرست قطعه‌ها
همهٔ ترانه‌ها توسط ریدیوهد نوشته شده‌است.
| فهرست قطعه‌های زنده‌باد دزدها | فهرست قطعه‌های زنده‌باد دزدها                               | فهرست قطعه‌های زنده‌باد دزدها |
| شماره                       | نام                                                       | مدت                         |
| --------------------------- | --------------------------------------------------------- | --------------------------- |
| ۱.                          | «۵=۲+۲» ("The Lukewarm.")                                 | ۳:۱۹                        |
| ۲.                          | «Sit Down. Stand Up.» ("Snakes & Ladders.")               | ۴:۱۹                        |
| ۳.                          | «Sail to the Moon.» ("Brush the Cobwebs Out of the Sky.") | ۴:۱۸                        |
| ۴.                          | «Backdrifts.» ("Honeymoon Is Over.")                      | ۵:۲۲                        |
| ۵.                          | «برو بخواب» ("Little Man Being Erased.")                  | ۳:۲۱                        |
| ۶.                          | «Where I End and You Begin.» ("The Sky Is Falling In.")   | ۴:۲۹                        |
| ۷.                          | «We Suck Young Blood.» ("Your Time Is Up.")               | ۴:۵۶                        |
| ۸.                          | «The Gloaming.» ("Softly Open Our Mouths in the Cold.")   | ۳:۳۲                        |
| ۹.                          | «آنجا آنجا» ("The Boney King of Nowhere.")                | ۵:۲۵                        |
| ۱۰.                         | «I Will.» ("No Man's Land.")                              | ۱:۵۹                        |
| ۱۱.                         | «A Punchup at a Wedding.» ("No No No No No No No No.")    | ۴:۵۷                        |
| ۱۲.                         | «Myxomatosis.» ("Judge, Jury & Executioner.")             | ۳:۵۲                        |
| ۱۳.                         | «Scatterbrain.» ("As Dead as Leaves.")                    | ۳:۲۱                        |
| ۱۴.                         | «A Wolf at the Door.» ("It Girl. Rag Doll.")              | ۳:۲۱                        |
| مجموع مدت:                  | مجموع مدت:                                                | ۵۶:۳۵                       |

## نوازنده‌ها

### ریدیوهد
- تام یورک - وکال، گیتار، پیانو
- جانی گرینوود - گیتار، سینتی‌سایزر
- اد اوبراین - گیتار، صدای پشت
- کالین گرینوود - گیتار بیس
- فیل سلوی - درام